# Montmerrei
Montmerrei est une commune française, située dans le département de l'Orne en région Normandie, peuplée de 555 habitants.

## Géographie
La commune est entre plaine d'Argentan et campagne d'Alençon, à l'orée de la forêt d'Écouves. Son bourg est à 11 km à l'ouest de Sées, à 14 km au sud d'Argentan, à 18 km au nord-est de Carrouges et à 26 km au nord d'Alençon.
| Boischampré (comm. dél. de Saint-Christophe-le-Jajolet | Boischampré (comm. dél. de Marcei | Mortrée                 |
| La Bellière                                            | Montmerrei                        | Mortrée                 |
| La Bellière, Le Cercueil                               | Le Cercueil                       | Saint-Hilaire-la-Gérard |

### Hydrographie
La commune est située dans le bassin Seine-Normandie. Elle est drainée par la Thouane, la Fontaine Chaude, le fossé 01 du Parc au Coq et  et un autre petit cours d'eau,.
La Thouane, d'une longueur de 18 km, prend sa source dans la commune de Tanville, dans la forêt d'Écouves près du hameau des Bruyères, et se jette  dans l'Orne à Mortrée, après avoir traversé quatre communes. 
Deux plans d'eau complètent le réseau hydrographique : les étangs de Blanchelande, d'une superficie totale de 2,7 ha (1,49 ha sur la commune) et l'étang de Blanchelande, d'une superficie totale de 3,7 ha (1,25 ha sur la commune),.

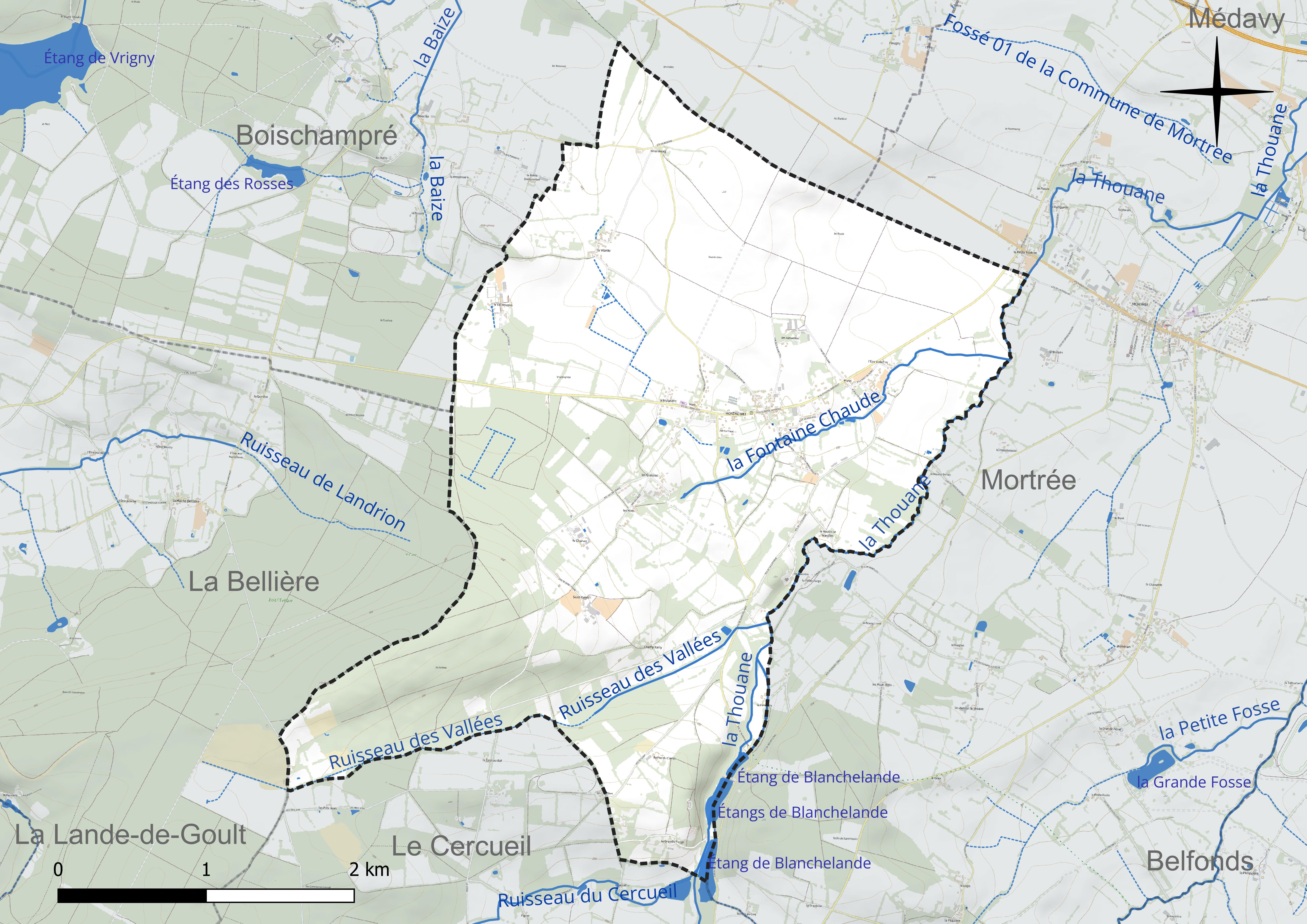
Réseau hydrographique de Montmerrei.

### Climat
Pour des articles plus généraux, voir Climat de la Normandie et Climat de l'Orne.
En 2010, le climat de la commune est de type climat océanique dégradé des plaines du Centre et du Nord, selon une étude du CNRS s'appuyant sur une série de données couvrant la période 1971-2000. En 2020, Météo-France publie une typologie des climats de la France métropolitaine dans laquelle la commune est dans une zone de transition entre le climat océanique et le climat océanique altéré et est dans la région climatique Normandie (Cotentin, Orne), caractérisée par une pluviométrie relativement élevée (850 mm/a) et un été frais (15,5 °C) et venté. Parallèlement le GIEC normand, un groupe régional d’experts sur le climat, différencie quant à lui, dans une étude de 2020, trois grands types de climats pour la région Normandie, nuancés à une échelle plus fine par les facteurs géographiques locaux. La commune est, selon ce zonage, exposée à un « climat contrasté des collines », correspondant au Bocage normand, bien arrosé, voire très arrosé sur les reliefs les plus exposés au flux d’ouest, et frais en raison de l’altitude.
Pour la période 1971-2000, la température annuelle moyenne est de 9,9 °C, avec une amplitude thermique annuelle de 13,8 °C. Le cumul annuel moyen de précipitations est de 767 mm, avec 12,5 jours de précipitations en janvier et 7,6 jours en juillet. Pour la période 1991-2020, la température moyenne annuelle observée sur la station météorologique la plus proche, située sur la commune d'Argentan à 13 km à vol d'oiseau, est de 11,1 °C et le cumul annuel moyen de précipitations est de 691,9 mm,. Pour l'avenir, les paramètres climatiques de la commune estimés pour 2050 selon différents scénarios d’émission de gaz à effet de serre sont consultables sur un site dédié publié par Météo-France en novembre 2022.

## Urbanisme

### Typologie
Au 1er janvier 2024, Montmerrei est catégorisée commune rurale à habitat dispersé, selon la nouvelle grille communale de densité à sept niveaux définie par l'Insee en 2022.
Elle est située hors unité urbaine. Par ailleurs la commune fait partie de l'aire d'attraction d'Argentan, dont elle est une commune de la couronne,. Cette aire, qui regroupe 50 communes, est catégorisée dans les aires de moins de 50 000 habitants,.

### Occupation des sols
L'occupation des sols de la commune, telle qu'elle ressort de la base de données européenne d’occupation biophysique des sols Corine Land Cover (CLC), est marquée par l'importance des territoires agricoles (75,1 % en 2018), une proportion identique à celle de 1990 (75,1 %). La répartition détaillée en 2018 est la suivante : 
prairies (40,6 %), terres arables (32 %), forêts (19,6 %), zones urbanisées (2,8 %), zones agricoles hétérogènes (2,5 %), milieux à végétation arbustive et/ou herbacée (2,5 %). L'évolution de l’occupation des sols de la commune et de ses infrastructures peut être observée sur les différentes représentations cartographiques du territoire : la carte de Cassini (XVIIIe siècle), la carte d'état-major (1820-1866) et les cartes ou photos aériennes de l'IGN pour la période actuelle (1950 à aujourd'hui).

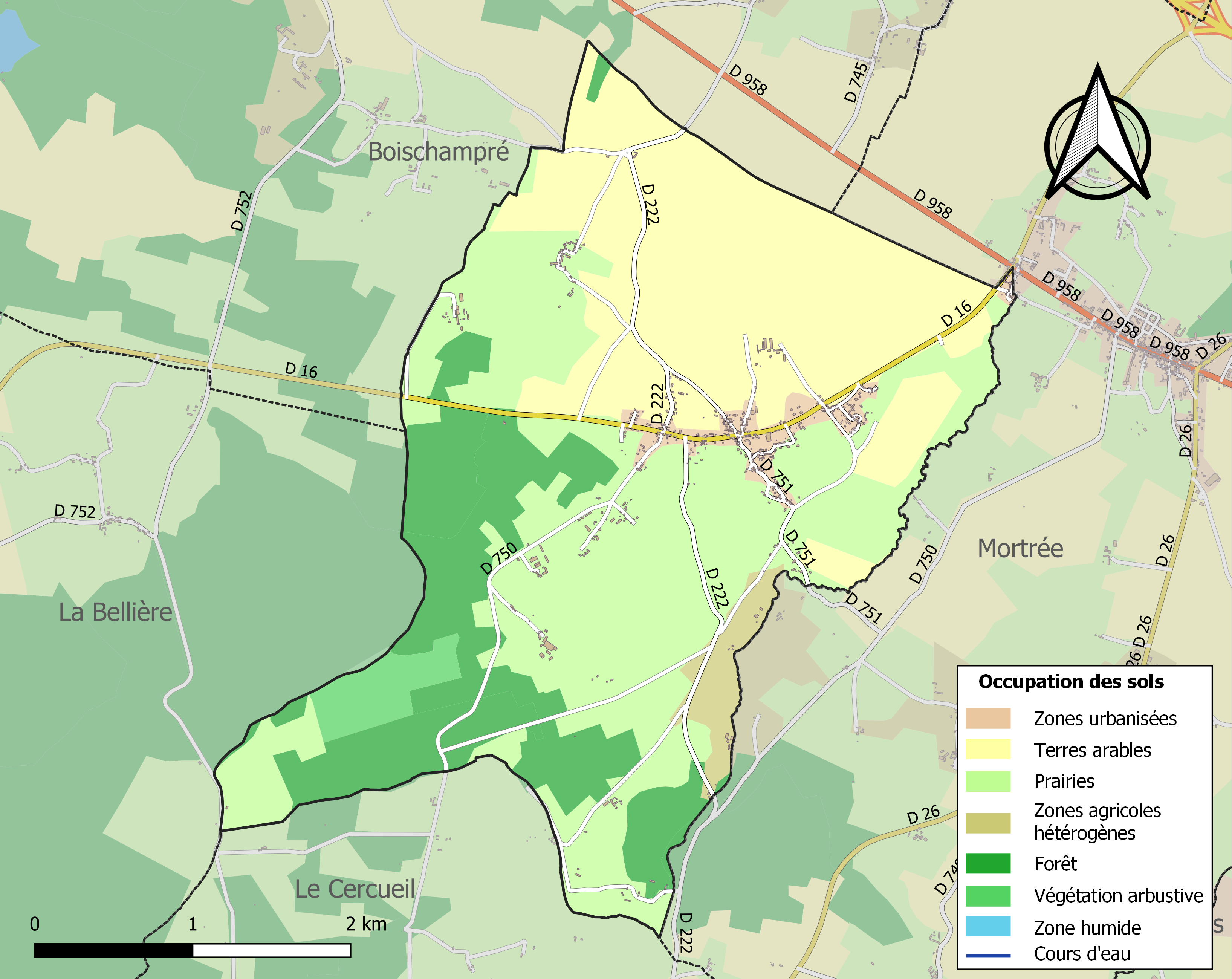
Carte des infrastructures et de l'occupation des sols de la commune en 2018 (CLC).

## Toponymie
Le nom de la localité est attesté sous la forme Monte Madrei au XIe siècle, Monmerreyum v. 1273, Mons Merreium 1335, Montmerrei v.1480, Montmerrey v. 1757, Montmerré en 1793, Montmerry en 1801, Montmerrey vers 1850.
Il s’agit d’une formation toponymique médiévale en Mont- (du gallo-roman MONTE, issu de l'accusatif montem du latin mons) au sens ancien d’ « élévation, colline », accolé à un nom de lieu gallo-romain antérieur du type Matriacum, composé de l'anthroponyme latin ou roman Matrius,, suivi du suffixe -acum, de localisation et de propriété d'origine gauloise.
Homonymie avec certains Merrey, Merry, Méry, dont Merry-la-Vallée (Yonne, Matriacus VIIIe siècle), Méry-sur-Oise (Yvelines, Madriaco VIIIe siècle) et peut-être Merri (Orne).
Remarque : comme les Mer(r)ey, Méry, Merry, Montmerrei était autrefois orthographié Montmerrey, la décision de simplifier la graphie des toponymes ornais a été décidée par le conseil général de l'Orne au XXe siècle, aussi trouve-t-on encore de nombreuses sources anciennes avec cette orthographe.
Le gentilé est Montmerréen.

## Histoire
- L'archéologie a livré au château de la Blanchelande les restes d'un rempart en fer à cheval en grands blocs de pierre sans fossé visible, dont le caractère antique n'est pas prouvé[30].
- Vers 688, Saint Evremond aurait été ordonné abbé par Annobert évêque de Sées au Mont du Maire, où il a passé le reste de ses jours, y est mort et y est enseveli vers l'an 720[31]. Son corps a été porté quelque temps après dans l'abbaye Notre-Dame de Fontenai-les-Louvets, dont on lui attribue la fondation[32]. Il aurait fait élever trois églises à Montmerrei, dédiées à la Sainte- Croix, à la Vierge et à St-Martin de Vertou[33]. Ce monastère fut détruit lors des raids vikings. Saint Evremond était célébré le 10 juin[31].
- Les fouilles de l'ancien cimetière du Vieux Bourg ont permis de montrer que les plus anciennes tombes peuvent être datées du VIIe siècle[34].
- En 1335, l'église paroissiale dépendait de l'abbaye Saint-Martin de Sées[22] et appartenait à l'archidiaconé du Houlme.
- En 1864, dans le vieux bourg, l'ancienne église de Saint-Martin, en ruines, a été abattue[35].

## Politique et administration
| Période                                  | Période   | Identité     | Étiquette | Qualité                                                              |
| ---------------------------------------- | --------- | ------------ | --------- | -------------------------------------------------------------------- |
| Les données manquantes sont à compléter. |           |              |           |                                                                      |
| 1995                                     | mars 2014 | Claude Duval | DVG       | Agent commercial Conseiller général du Canton de Mortrée (1998-2015) |
| mars 2014                                | 2020      | Gaël Avenel  | SE        | Agriculteur                                                          |
| 2020                                     | En cours  | Claude Duval | DVG       | Conseiller départemental du Canton de Sées (depuis 2015)             |

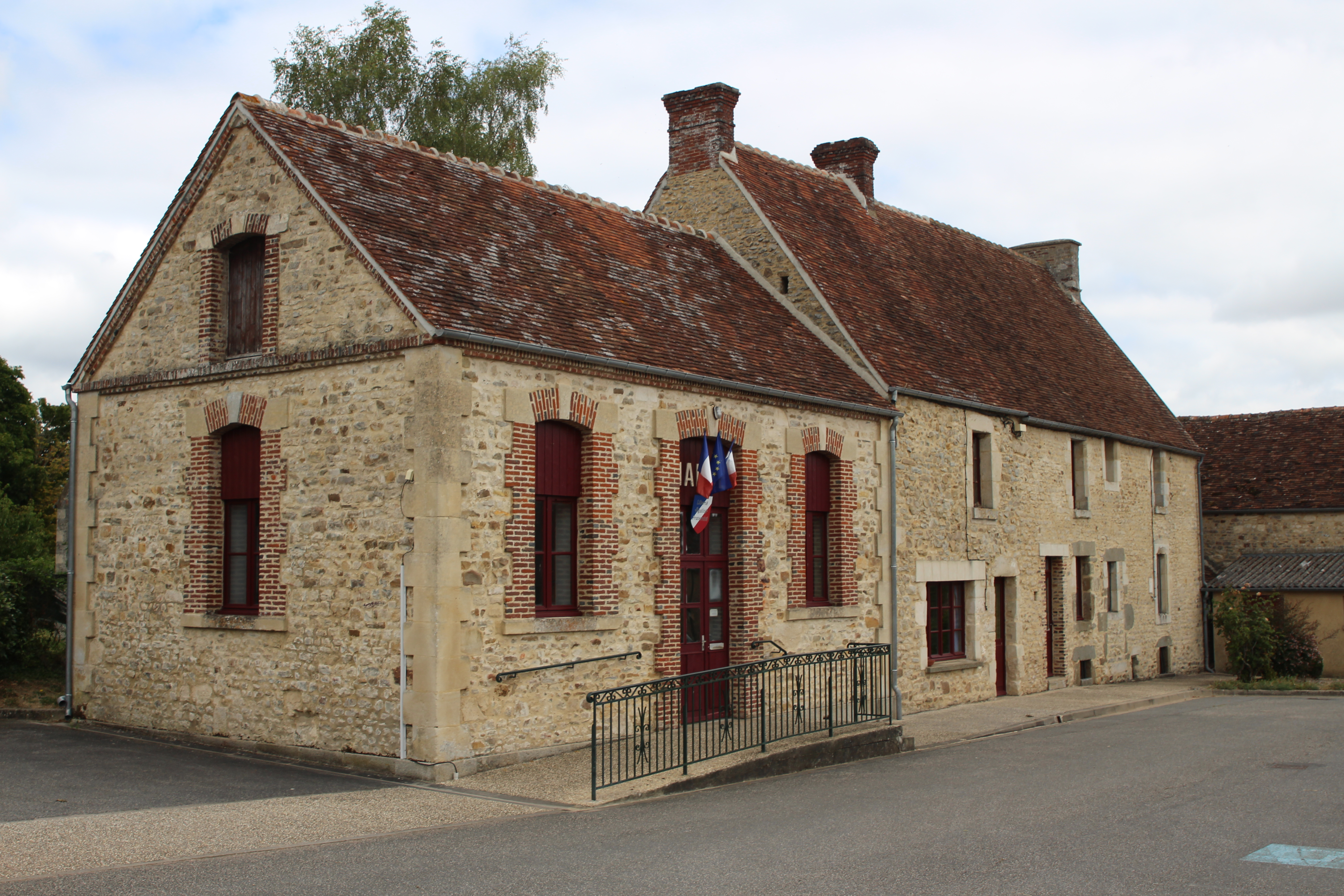
Mairie

Le conseil municipal est composé de quinze membres dont le maire et deux adjoints.

## Démographie
L'évolution du nombre d'habitants est connue à travers les recensements de la population effectués dans la commune depuis 1793. Pour les communes de moins de 10 000 habitants, une enquête de recensement portant sur toute la population est réalisée tous les cinq ans, les populations de référence des années intermédiaires étant quant à elles estimées par interpolation ou extrapolation. Pour la commune, le premier recensement exhaustif entrant dans le cadre du nouveau dispositif a été réalisé en 2006.
En 2022, la commune comptait 555 habitants, en évolution de +7,98 % par rapport à 2016 (Orne : −3,21 %, France hors Mayotte : +2,11 %).
Au premier recensement républicain, en 1793, Montmerrei comptait 764 habitants, population jamais atteinte depuis.
| 1793 | 1800 | 1806 | 1821 | 1836 | 1841 | 1846 | 1851 | 1856 |
| ---- | ---- | ---- | ---- | ---- | ---- | ---- | ---- | ---- |
| 764  | 630  | 707  | 719  | 714  | 725  | 654  | 659  | 634  |

| 1861 | 1866 | 1872 | 1876 | 1881 | 1886 | 1891 | 1896 | 1901 |
| ---- | ---- | ---- | ---- | ---- | ---- | ---- | ---- | ---- |
| 637  | 650  | 640  | 600  | 540  | 528  | 521  | 518  | 508  |

| 1906 | 1911 | 1921 | 1926 | 1931 | 1936 | 1946 | 1954 | 1962 |
| ---- | ---- | ---- | ---- | ---- | ---- | ---- | ---- | ---- |
| 472  | 397  | 341  | 398  | 370  | 356  | 393  | 381  | 351  |

| 1968 | 1975 | 1982 | 1990 | 1999 | 2006 | 2011 | 2016 | 2021 |
| ---- | ---- | ---- | ---- | ---- | ---- | ---- | ---- | ---- |
| 370  | 326  | 342  | 404  | 382  | 413  | 523  | 514  | 543  |

| 2022 | - | - | - | - | - | - | - | - |
| ---- | - | - | - | - | - | - | - | - |
| 555  | - | - | - | - | - | - | - | - |

## Lieux et monuments

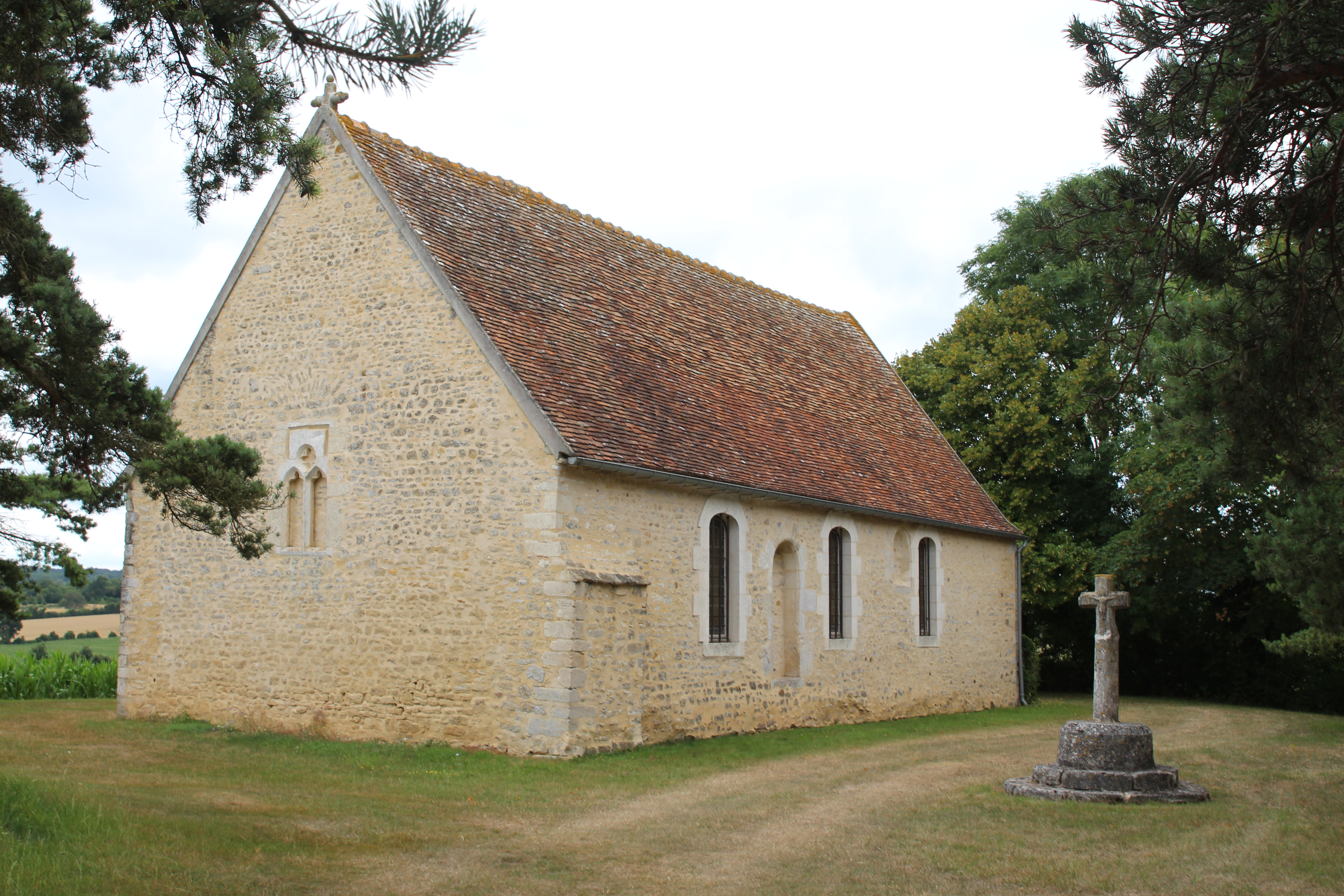
Chapelle Notre-Dame-de-Liesse

- Église Notre-Dame-de-l'Assomption (1862). Elle abrite une Vierge à l'Enfant du XIIIe siècle classée à titre d'objet aux Monuments historiques[41].
- Chapelle Notre-Dame-de-Liesse (XIIe siècle, remaniée au XVIIIe siècle), au Vieux Bourg.
- Dolmen de la Pierre Tournoire.

## Activité et manifestations

### Sports
L'Association sportive de Montmerrei est une équipe de football loisir qui joue (pour des raisons d'éclairage) sur le terrain de Mortrée.
Depuis septembre 2012, Montmerrei accueille aussi les Normands de Montmerrei, premier club de flag football créé dans l'Orne. Il compte en décembre 2012 trente-trois licenciés, tous enfants, âgés de 5 à 14 ans.

## Personnalités liées à la commune
- Maurice Aubert (1914 à Montmerrei - 2005), géologue, hydrogéologue.